# Нурлы (Алматинская область)
Нурлы (каз. Нұрлы) — село в Енбекшиказахском районе Алматинской области Казахстана. Входит в состав Масакского сельского округа. Код КАТО — 194065200.

## Население
В 1999 году население села составляло 1365 человек (689 мужчин и 676 женщин). По данным переписи 2009 года, в селе проживало 2365 человек (1251 мужчина и 1114 женщин).